# Geococcyx
Geococcyx – rodzaj ptaków z podrodziny kleszczojadów (Crotophaginae) w rodzinie kukułkowatych (Cuculidae).

## Zasięg występowania
Rodzaj obejmuje gatunki występujące w Ameryce Północnej (Stany Zjednoczone, Meksyk, Gwatemala, Salwador, Honduras i Nikaragua).

## Morfologia
Długość ciała 40–58 cm; masa ciała samców 174–588 g, samic 162,8–352 g.

## Systematyka

### Etymologia
- Geococcyx: gr. γεω- geō- „ziemny-”, od γη gē „ziemia”; κοκκυξ kokkux, κοκκυγος kokkugos „kukułka”[6].
- Leptostoma: gr. λεπτος leptos „smukły”; στομα stoma, στοματος stomatos „usta”(tj. dziób)[7]. Gatunek typowy: Saurothera californiana Lesson, 1829.

### Podział systematyczny
Do rodzaju należą następujące gatunki:
- Geococcyx velox (Wagner, 1836) – kukawka meksykańska
- Geococcyx californianus (Lesson, 1829) – kukawka kalifornijska